# Tisíc oblaků míru pokrývají oblohu, lásko, nikdy nepřestaneš být láskou
Tisíc oblaků míru pokrývají oblohu, lásko, nikdy nepřestaneš být láskou (Mil nubes de paz cercan el cielo, amor, jamás acabarás de ser amor) je mexický hraný film z roku 2003, který režíroval Julián Hernández podle vlastního scénáře. Film popisuje deziluzi mladíka, který se nešťastně zamiloval. Snímek měl světovou premiéru na Mezinárodním filmovém festivalu Berlinale 11. února 2003. V ČR byl uveden v roce 2004 na filmovém festivalu Febiofest.

## Děj
Gerardovi je 17 let a právě se rozešel se svým přítelem Brunem. Gerardo se potuluje ulicemi Mexico City, chodí na místa spojená s Brunem a při tom si pročítá dopis, který mu Bruno poslal na rozloučenou. Gerardo při svých toulkách potkává různé lidi, většinou stejně osamělé.

## Obsazení
| Juan Carlos Ortuno        | Gerardo |
| Juan Torres               | Bruno   |
| Perla de la Rosa          | Anna    |
| Salvador Alvarez          | Susana  |
| Rosa-Maria Gomez          | Mary    |
| Mario Oliver              | Umberto |
| Clarisa Rendón            | Nadia   |
| Salvador Hernandez        | Antonio |
| Pablo Molina              | Andres  |
| Martha Gomez              | Martha  |
| Manuel Grapain Zaquelarez | Jorge   |
| Miguel Loaiza             | Adrian  |
| Llane Fragoso             | Mirella |
| Pilar Ruiz                | Lola    |

## Ocenění
- Teddy Award